# Luis de Cespedes
Pour les articles homonymes, voir Céspedes.
 (juillet 2018).
Luis de Cespedes, né le 19 janvier 1949 à Paris et mort le 22 mai 2013 à Montréal, est un acteur québécois d'origine péruvienne et cubaine. Pratiquant le doublage, il était la voix québécoise de Al Pacino, Antonio Banderas, John Malkovich, Robin Williams, Owen Wilson et Alfred Molina.

## Biographie
Fils de la chanteuse et comédienne Louise Darios, Luis de Cespedes passe son enfance dans les valises entre Paris, Montréal, Lima, le Chili, le Venezuela et puis l'Argentine. Son nom complet est Luis Manuel Pacheco de Cespedes.
De retour à Montréal, il étudie au Collège Marie-de-France et au Collège Stanislas.
Cumulant les petits rôles que sa mère lui décroche à la radio et comme figurant au théâtre, c'est néanmoins vers l'enseignement qu'il se dirige. Il s'inscrit à l'Université du Québec en Éducation culturelle et obtient une Maîtrise en Histoire.
Il devient ensuite sous-lieutenant dans la Marine Royale du Canada et enseigne l'anglais et l'espagnol.
Auteur de nombreux textes de dramatiques pour Radio-Canada, il réalise également quelques traductions et adaptations, dont celle de La Sagouine d'Antonine Maillet, vers l'anglais, puis l'adaptation pour le cinéma de Pélagie-la-Charrette.
C'est grâce à son rôle de Juan dans la télésérie Marisol (TVA, 1980) que le comédien se fait connaître à la télévision québécoise.
On le voit ensuite dans les séries L'Or du temps (TVA, 1985) et Ent'Cadieux (TVA, 1993).
Narrateur à la télévision, puis doubleur au cinéma, il a entre autres prêté sa voix à Antonio Banderas (Il était une fois au Mexique... Desperado 2), Al Pacino (Ocean's Thirteen), John Malkovich (Lire et détruire), Robin Williams (Une nuit au musée) et Alfred Molina (Da Vinci Code).
Luis de Cespedes meurt le 22 mai 2013, à l'âge de 64 ans, des suites de la maladie de Parkinson.

## Filmographie
- 1980 : Marisol (série TV) : Juan
- 1985 : L'Or du temps : Richard Pincourt
- 1986 : Morning Man
- 1993 : Ent'Cadieux : Raoul Acosta
- 1994 : Fais-moi peur ! (Are You Afraid of the Dark?) : Mr. Wilson
- 1996 : Les Exploits d'Arsène Lupin : Arsène Lupin
- 1997 : Princesse Sissi : voix
- 1998 : The Wombles : voix
- 2000 : Heavy Metal 2000 : Cyrus
- 2002 : Evolution World : voix

## Discographie

### 45 tours
- 1982 - Maria / Maria (instrumental)
- 1987 - Je rêve d'amour / Les souvenirs qui me bercent
- 1987 - Si pour Noel / Si pour Noel (instrumental)

### Albums
- 1983 - Que nadie sepa mi sufrir
- 1986 - C'est pour vous

## Doublage

### Cinéma
- Al Pacino dans :
  - Tension
  - Donnie Brasco
  - Insomnia
  - L'Associé du diable
  - La Recrue
  - Ocean's Thirteen

- Antonio Banderas dans :
  - Entretien avec un vampire
  - Spy Kids
  - Spy Kids 2 : Espions en Herbe
  - Spy Kids 3 : Mission 3D
  - Le Masque de Zorro
  - Il était une fois au Mexique... Desperado 2

- John Malkovich dans :
  - Lire et détruire
  - Mary Reilly
  - Ripley s'amuse

- Robin Williams dans :
  - August Rush
  - Plaxmol
  - La Nuit au Musée

- Anthony Daniels dans :
  - Star Wars, épisode I : La Menace fantôme
  - Star Wars, épisode II : L'Attaque des clones
  - Star Wars, épisode III : La Revanche des Sith

- Owen Wilson dans :
  - Armageddon
  - Le Cowboy de Shanghai
  - La belle famille
  - Zoolander
  - Les chevaliers de Shanghai
  - Starsky Hutch
  - Le Tour du Monde
  - L'Autre Belle-Famille

- Alfred Molina dans :
  - Croc-Blanc 2 : Le Mythe du loup blanc
  - Maverick
  - La Famille Perez
  - Nuits endiablées
  - L'Appel du Météore
  - Frida
  - Spider-Man 2
  - Le Code Da Vinci
  - La Fraude
  - La Panthère rose 2

- Une folle équipée : (David Paymer)
- Independence Day : (Jeff Goldblum)
- La Rançon : (Paul Guilfoyle)
- Da Vinci Code : (Alfred Molina)
- Resident Evil : Apocalypse : (Thomas Kretschmann)
- Le Territoire des morts : (John Leguizamo)
- Titanic : (Eric Braeden)
- La Machine infernale (The Mangler) : (Daniel Matmor)

### Animation
- South Park, le film : Plus long, plus grand et pas coupé : Saddam Hussein
- Atlantide, l'empire perdu : Vincenzo Santorini
- Les Énigmes de l'Atlantide : Vincenzo Santorini

### Télévision
- Le Monde secret des mammifères d'Europe : série documentaire (quelques épisodes).
- Faune d'Europe : série documentaire.